# Agriophara cinerosa
Agriophara cinerosa es una especie de polilla del género Agriophara, familia Depressariidae.
Fue descrita científicamente por Rosenstock en 1885.